# Antiphrisson semivillosus
Antiphrisson semivillosus là một loài ruồi trong họ Asilidae. Antiphrisson semivillosus được Lehr miêu tả năm 1986. Loài này phân bố ở vùng Cổ Bắc giới.